# John Hamilton, I marchese di Hamilton
John Hamilton, I marchese di Hamilton (1535 – 26 aprile 1604), è stato un nobile scozzese.

## Biografia

### Infanzia

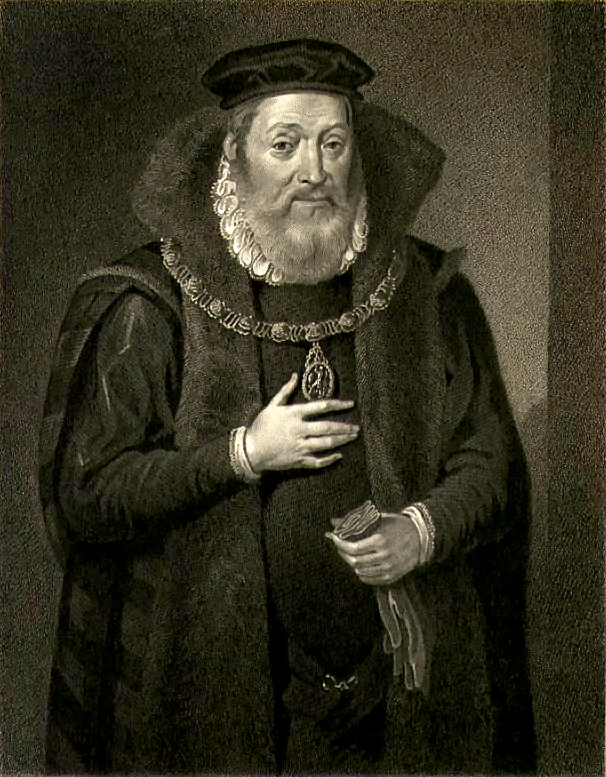
James Hamilton, II conte di Arran

Hamilton era il terzo figlio di James Hamilton, II conte di Arran, e di sua moglie Margaret Douglas, una figlia di James Douglas, III conte di Morton.
Nel 1547, in tenera età, venne nominato commendatore della Inchaffray Abbey, incarico che mantenne fino al 1551, quando venne nominato commendatore di Arbroath fino al 1579.

### Matrimonio
John Hamilton sposò, il 10 febbraio 1578, Margaret Lyon (?-1625), figlia di John Lyon, VII Lord di Glamis e Janet Keith.

### Confisca ed esilio

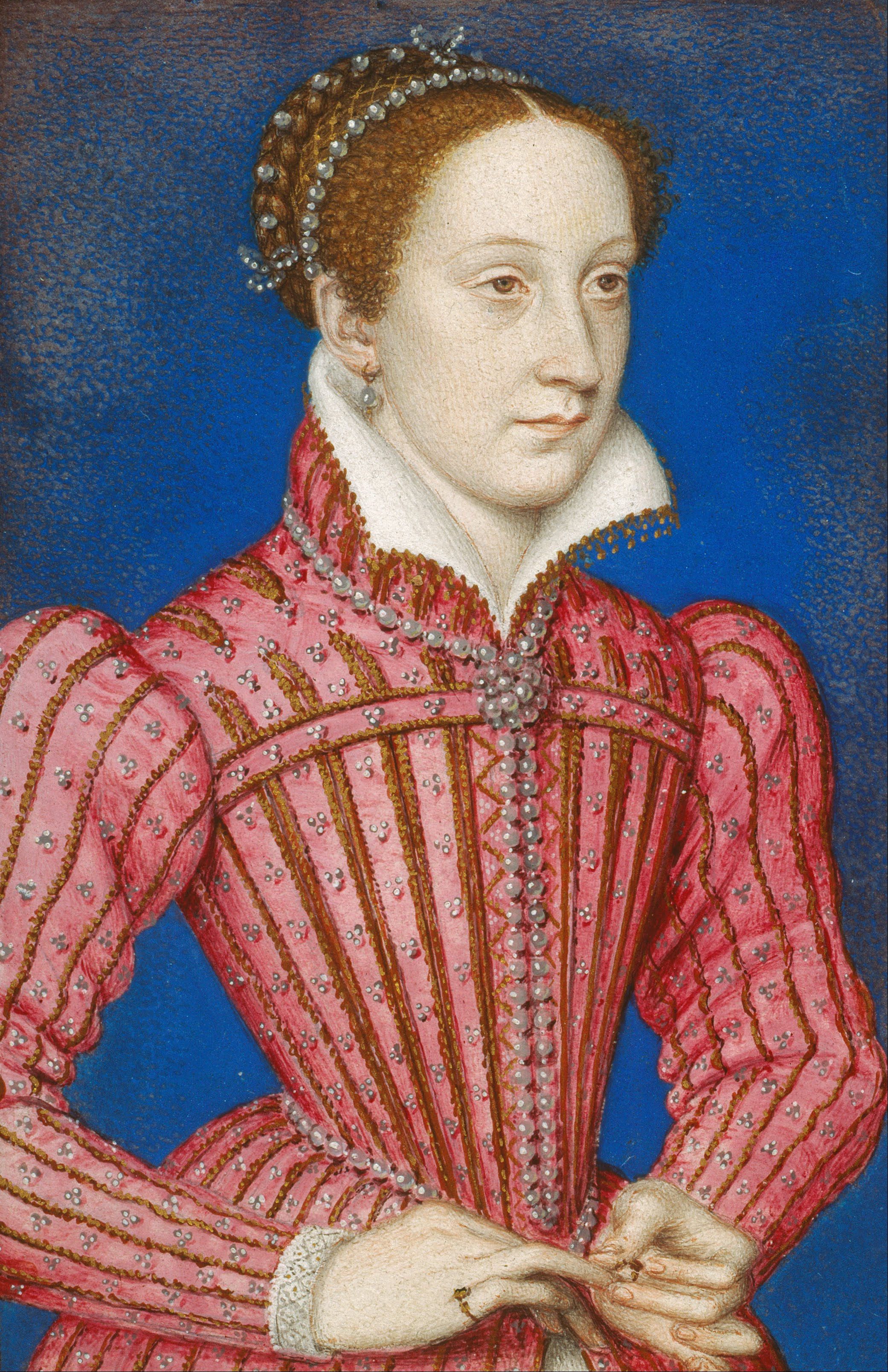
Maria, regina di Scozia
François Clouet

Hamilton era, come la sua famiglia, un sostenitore della regina Maria di Scozia, e per questo nel 1579, vennero confiscati i propri beni, a lui e a suoi familiari, da parte del governo di James Douglas, quarto conte di Morton, reggente per il minore Giacomo VI di Scozia. Hamilton fuggì in Inghilterra e poi in Francia.

### Ritorno in Patria

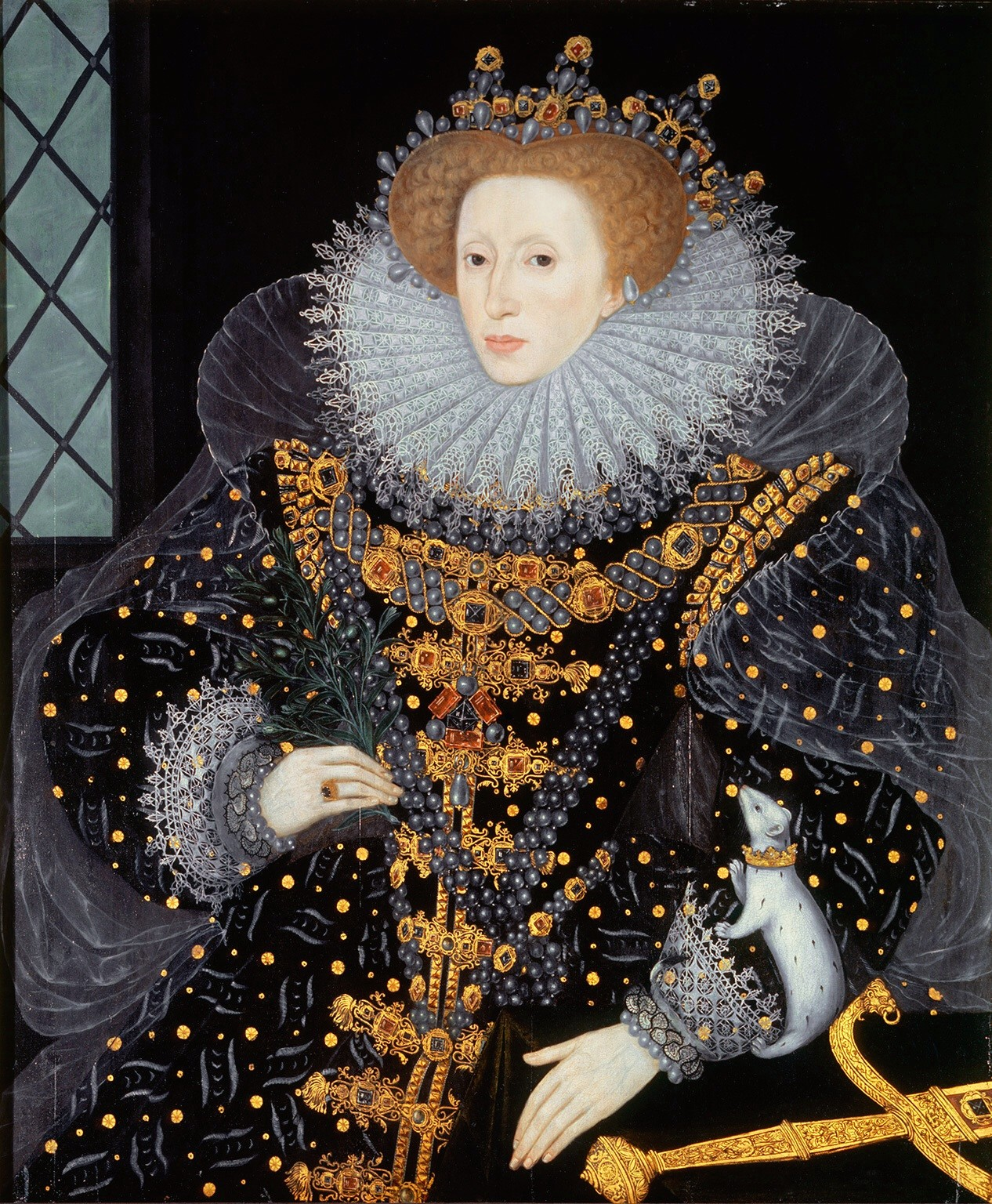
Elisabetta I d'Inghilterra con l'ermellino. Olio su tela attribuito a William Segar, 1585

Successivamente ritornò in Inghilterra e si riconciliò con Archibald Douglas, VIII conte di Angus, che era anche lui in esilio.
Hamilton con il fratello, Angus e gli altri, tra cui il conte di Mar e Thomas Lyon, con la connivenza di Elisabetta I d'Inghilterra sollevò un esercito e raggiunse la Scozia nell'ottobre 1585. Giacomo VI capitolò il 4 novembre.
Successivamente venne sollevata al Consiglio privato e fatto capitano di Dumbarton Rock.

### Marchese di Hamilton

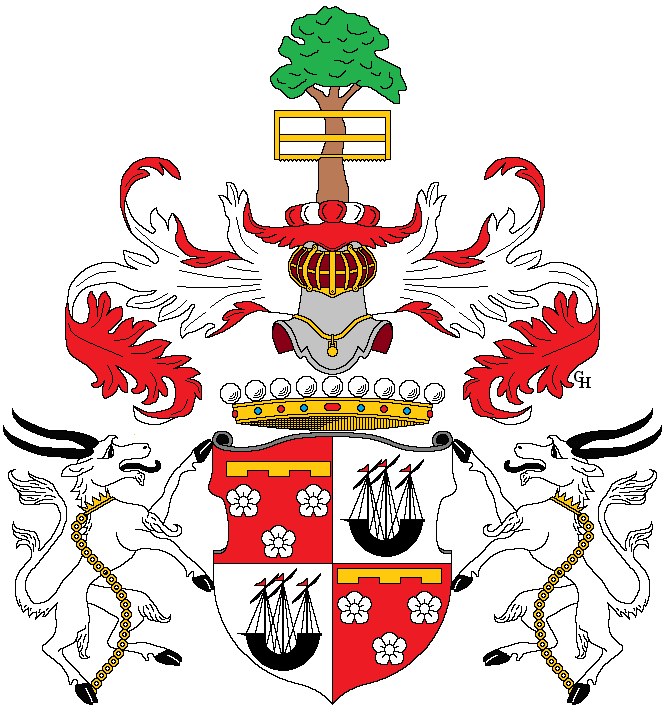
Stemma dei Marchesi di Hamilton

Il 15 aprile 1599, dopo il battesimo della figlia di Giacomo VI di Scozia, la principessa Margherita, fu creato marchese di Hamilton, conte di Arran e lord Aven .

### Ultimi anni e morte
Nel 1588 Hamilton fondò una scuola di grammatica, che divenne nota come Hamilton Academy.
Morì il 26 aprile 1604.

## Discendenza
John e Margaret Lyon ebbero quattro figli:
- Lady Jean Hamilton, sposò Sir Humphrey di Luss, ebbero una figlia;
- Lady Margaret (1579-10 giugno 1606), sposò John Maxwell, IX Lord Maxwell, non ebbero figli;
- Lord Edward (1589);
- James Hamilton, II marchese di Hamilton (1589-1625)

## Ascendenza
|                                       |                                  |                                  | Genitori                  |  |  | Nonni |  |  | Bisnonni                        |  |  | Trisnonni      |  |
|                                       |                                  |                                  |                           |  |  |       |  |  | James Hamilton, I lord Hamilton |  |  | James Hamilton |  |
|                                       |                                  |                                  |                           |  |  |       |  |  | James Hamilton, I lord Hamilton |  |  | James Hamilton |  |
|                                       |                                  | Janet Livingston                 |                           |  |  |       |  |  | James Hamilton, I lord Hamilton |  |  |                |  |
| James Hamilton, I conte di Arran      |                                  |                                  |                           |  |  |       |  |  | James Hamilton, I lord Hamilton |  |  |                |  |
|                                       |                                  | Maria di Scozia                  | Giacomo II, re di Scozia  |  |  |       |  |  |                                 |  |  |                |  |
|                                       |                                  | Maria di Scozia                  | Giacomo II, re di Scozia  |  |  |       |  |  |                                 |  |  |                |  |
|                                       |                                  | Maria di Scozia                  | Maria di Gheldria         |  |  |       |  |  |                                 |  |  |                |  |
| James Hamilton, II conte di Arran     |                                  | Maria di Scozia                  |                           |  |  |       |  |  |                                 |  |  |                |  |
|                                       |                                  | sir David Bethune                | John Bethune              |  |  |       |  |  |                                 |  |  |                |  |
|                                       |                                  | sir David Bethune                | John Bethune              |  |  |       |  |  |                                 |  |  |                |  |
|                                       |                                  | sir David Bethune                | Marjory Boswell           |  |  |       |  |  |                                 |  |  |                |  |
| Janet Bethune                         |                                  | sir David Bethune                |                           |  |  |       |  |  |                                 |  |  |                |  |
|                                       |                                  | Janet Duddingston                | Stephen Duddingston       |  |  |       |  |  |                                 |  |  |                |  |
|                                       |                                  | Janet Duddingston                | Stephen Duddingston       |  |  |       |  |  |                                 |  |  |                |  |
|                                       |                                  | Janet Duddingston                | Deborah Creich            |  |  |       |  |  |                                 |  |  |                |  |
| John Hamilton, I marchese di Hamilton |                                  | Janet Duddingston                |                           |  |  |       |  |  |                                 |  |  |                |  |
|                                       | John Douglas, II conte di Morton | James Douglas, I conte di Morton |                           |  |  |       |  |  |                                 |  |  |                |  |
|                                       | John Douglas, II conte di Morton | James Douglas, I conte di Morton |                           |  |  |       |  |  |                                 |  |  |                |  |
|                                       | John Douglas, II conte di Morton | Giovanna di Scozia               |                           |  |  |       |  |  |                                 |  |  |                |  |
| James Douglas, III conte di Morton    | John Douglas, II conte di Morton |                                  |                           |  |  |       |  |  |                                 |  |  |                |  |
|                                       |                                  | Janet Crichton                   | sir Patrick Crichton      |  |  |       |  |  |                                 |  |  |                |  |
|                                       |                                  | Janet Crichton                   | sir Patrick Crichton      |  |  |       |  |  |                                 |  |  |                |  |
|                                       |                                  | Janet Crichton                   | Katherine Turing          |  |  |       |  |  |                                 |  |  |                |  |
| lady Margaret Douglas                 |                                  | Janet Crichton                   |                           |  |  |       |  |  |                                 |  |  |                |  |
|                                       |                                  | Giacomo IV, re di Scozia         | Giacomo III, re di Scozia |  |  |       |  |  |                                 |  |  |                |  |
|                                       |                                  | Giacomo IV, re di Scozia         | Giacomo III, re di Scozia |  |  |       |  |  |                                 |  |  |                |  |
|                                       |                                  | Giacomo IV, re di Scozia         | Margherita di Danimarca   |  |  |       |  |  |                                 |  |  |                |  |
| Catherine Stewart                     |                                  | Giacomo IV, re di Scozia         |                           |  |  |       |  |  |                                 |  |  |                |  |
|                                       |                                  | Marion Boyd                      | Archibald Boyd            |  |  |       |  |  |                                 |  |  |                |  |
|                                       |                                  | Marion Boyd                      | Archibald Boyd            |  |  |       |  |  |                                 |  |  |                |  |
|                                       |                                  | Marion Boyd                      | Christine Mure            |  |  |       |  |  |                                 |  |  |                |  |
|                                       |                                  | Marion Boyd                      |                           |  |  |       |  |  |                                 |  |  |                |  |